# Neocsikia
Neocsikia là một chi bọ cánh cứng trong họ 
Elateridae.
Chi này được miêu tả khoa học năm 1972 bởi Ôhira & Becker.

## Các loài
Các loài trong chi này gồm:
- Neocsikia krishna Suzuki, 1982
- Neocsikia nepalensis Ôhira & Becker, 1972